# Toyota Progrès
Toyota Progrès — середньорозмірний седан представницького класу виробництва Toyota. Продавався в Японії з 1998 по 2007 рік. 

## Опис

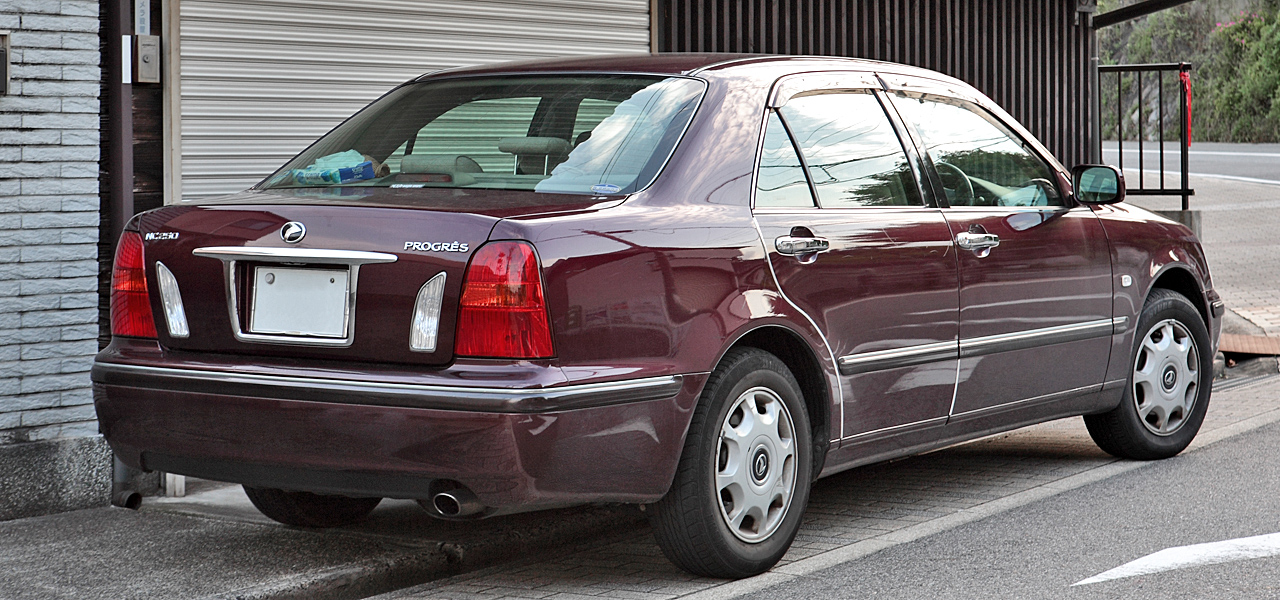

Двигун — рядна шістка обсягом 1JZ-GE 2.5 або 2JZ-GE 3.0 літра. Починаючи з квітня 2001 року стали встановлюватися двигуни з безпосереднім уприскуванням палива (D-4) 1JZ-FSE і 2JZ-FSE відповідно. 
Назва «progrès» походить від французької як «прогрес».
Виробництво Progrès було припинено в Японії в червні 2007 року, тоді як трохи менша Toyota Premio продовжувала бути доступним розкішним автомобілем.

## Двигуни
- 2.5L 1JZ-GE I6
- 2.5L 1JZ-FSE I6
- 3.0L 2JZ-GE I6
- 3.0L 2JZ-FSE I6